# Абдулкодирзода, Саидмукаррам
Саидмукарра́м Абдулкодирзода́ (тадж. Саидмукаррам Абдулқодирзода / سعیدمکرم عبدالقادرزاده), иногда его фамилию ошибочно пишут как Абдукодирзода́ (род. 10 августа 1963 года, Советский район, Кулябская область, Таджикская ССР, СССР) — таджикский религиозный и научный деятель, журналист, с октября 2010 года верховный муфтий Таджикистана как председатель Совета улемов Республики Таджикистан и параллельно национального исламского центра, доктор филологических наук.
Родился в 1963 году. Уроженец Советского (сейчас Темурмаликского) района Кулябской (сейчас Хатлонской) области. Происходит из известной семьи священнослужителей. Его отцом является мулла Абдулкодир, известный в своей округе. Начальное религиозное образование получил у своего отца.
В 1995—2000 годах учился в факультете усуль ад-дин Международного исламского университета в Исламабаде, где в частности обучался тафсиру и хадисоведению. В 2000—2003 годах учился в аспирантуре этого же исламского высшего учебного заведения. После возвращения в Таджикистан, в 2003—2004 годах работал преподавателем в Исламском институте Таджикистана имени Имама Азама Абу-Ханифы в Душанбе, в 2004—2005 годах был руководителем отделения подготовительных курсов этого же института. Начиная с 2004 года стал публичной личностью, выступал по телевидению и радио, вёл авторскую программу по исламской тематике.
С апреля 2005 по август 2008 был заместителем ректора по обучению и дисциплине вышеуказанного душанбинского исламского института. В этот же период заочно обучался в факультете журналистики Национального университета Таджикистана. В 2007 году поступил в магистратуру вышеуказанного университета, и окончил её в 2008 году. С июля 2008 по май 2010 работал директором отделения по работе с религиозными организациями в Управлении по упорядочению традиций, торжеств и обрядов при Президенте Республики Таджикистан. До мая по август 2010 года был руководителем Управления религиозных союзов при Комитете по религиозным делам при Правительстве Республики Таджикистан.
В сентябре 2010 года умер от рака в 75-летнем возрасте верховный муфтий Таджикистана Амонулло Нематзода, который был на этом посту с 1997 года. 1 октября 2010 года Саидмукаррам Абдулкодирзода был избран председателем национального исламского центра и параллельно председателем Совета улемов Республики Таджикистан — главного регулирующего ислам организации страны, и по должности — верховным муфтием Таджикистана.
Автор свыше 60 статей по различным сферам ислама. В 2012 году защитил кандидатскую диссертацию по филологии. Женат, отец семерых детей и множества внуков. Помимо таджикского владеет персидским, арабским, урду и русским языками.
В 2011—2012 годах, будучи верховным муфтием Таджикистана, Саидмукаррам Абдулкодирзода конфликтовал с Ходжи Акбаром Тураджонзода и его братом, ведя споры по различным исламским сферам, и настраивая против них прихожан и священнослужителей. После этого братья Тураджонзоды подали на него в суд за клевету, но проиграли дело. Из-за этого в стране часть верующих встали на сторону братьев Тураджонзоды, критикуя Саидмукаррама Абдулкодирзода, и ставя под сомнение легитимность его муфтийства. Многие в стране считают, что Саидмукаррам Абдулкодирзода не достоин быть верховным муфтием страны, считая его «приспособленцем» и лояльным к властям человеком, считая что в стране есть несколько достойных кандидатов, у которых и возраст старше, и образование совершеннее, и биография богатая. Является одним из главных критикуемых объектов разношёрстной радикальной и нерадикальной таджикской исламской оппозиции.